# Северный Калотт

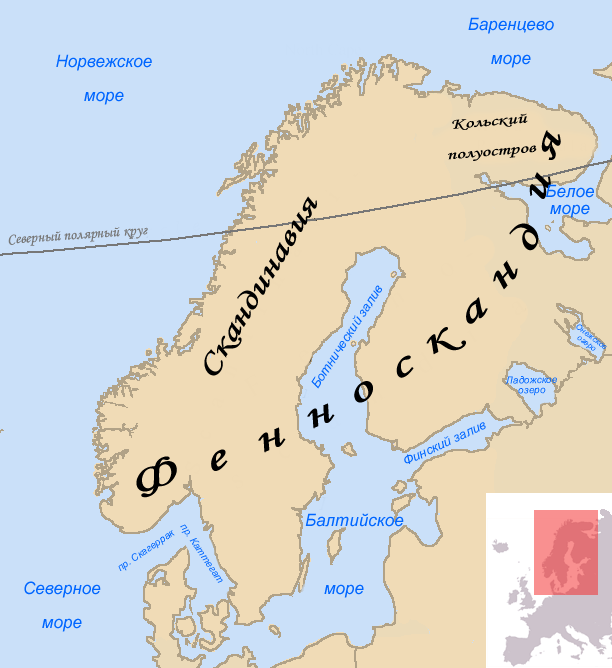
Карта Фенноскандии. Северный Калотт — часть Фенноскандии, которая находится севернее Северного полярного круга

Северный Калотт (норв. Nordkalotten, фин. Pohjoiskalotti, швед. Nordkalotten; изначально от фр. calotte — «шапка») — северная часть Фенноскандии. Разные авторы используют этот термин в разных смыслах, но чаще всего под Северным Калоттом подразумевают расположенные севернее Северного полярного круга территории Норвегии, Финляндии и Швеции, а также российской Мурманской области.

## Терминология
Многие авторы не делают различия между терминами Лапландия и Северный Калотт. Такая точка зрения основана на том, что исторически регион расселения саамов, от шведского названия которых «лаппи» и произошло название «Лапландия», практически совпадает с частью Фенноскандии севернее полярного круга.
Однако, часто под Лапландией также понимимается шведская историческая провинция Лаппланд (вместе с отделившейся от неё в 1809 году, после завоевания Финляндии Российской империей, финской исторической провинции Лаппи), особенно если контекст не привязан к народу саамов. В Северный Калотт, помимо Лапландии в таком узком смысле слова включают также норвежский Финнмарк и Мурманскую область.
Таким образом, на территории Северного Калотта находятся следующие современные административные образования:
- фюльке Нурланн, Тромс и Финнмарк в Норвегии;
- провинция Лаппи в Финляндии;
- Мурманская область в России;
- лен Норрботтен в Швеции.

Термин широко используют в Дании, Норвегии и Швеции (к примеру, Петсамо-Киркенесскую операцию в шведской историографии называют Slaget om Nordkalotten, «Битвой за Северный Калотт»), в других странах — гораздо реже.

## Природа Северного Калотта
Для Северного Калотта характерно относительно прохладное лето, во время которого солнце вообще не заходит за горизонт (явление полярного дня) и долгая зима, нередко длящаяся с октября по май, при этом в течение нескольких зимних месяцев солнце не поднимается из-за горизонта (явление полярной ночи). Особенности жизни обитающих здесь организмов определяются особенностями климата и освещения, в связи с чем жизненный цикл подавляющего большинства видов имеет чётко выраженный сезонный характер.

## Языки Северного Калотта
Для Северного Калотта характерна многоязычность: при сравнительно небольшом населении этот регион является зоной интенсивных контактов множества языков. Помимо государственных языков стран, к которым относится территория Северного Калотта (норвежского, русского, финского и шведского), население здесь говорит на девяти саамских языках, а также на квенском языке и языке меянкиели.
На примере языков национальных меньшинств в странах Северного Калотта видно, что состояние, развитие и возрождение языков в настоящую историческую эпоху в значительной степени связано с глобальными процессами и сотрудничеством государств и отдельных организаций в общемировом масштабе.

## Движение стран Северного Калотта
В 1962 году в городе Кеми (Финляндия) было создано Движение стран Северного Калотта. Оно действует как неформальная организация, содействующая межгосударственным отношениям стран региона, в том числе в вопросах экологии, поддержания мира и безопасности, развития международного транспортного сообщения, туризма, культурного обмена, в сферах здравоохранения, социального развития, средств массовой информации, в вопросах облегчения визовой поддержки, а также комплексного развития инфраструктуры региона.
Регулярно в разных странах региона проводятся Дни мира стран Северного Калотта. В Мурманске эти дни проводились четыре раза (по состоянию на 2011 год), впервые — в 1966 году. 14-е Дни мира стран Северного Калотта прошли в норвежском Тромсё (2007), 15-е — в шведском Лулео (2009).
Руководители отделений стран Северного Калотта (по данным на 2007 год)
- Председатель Российского отделения — Людмила Чистова, заместитель губернатора Мурманской области;
- Генеральный секретарь шведского отделения — Лейф Яльмарссон[4].

Традиционные темы обсуждений на международных встречах представителей стран Северного Калотта — вопросы экологии и радиационной безопасности. С 2000-х годов к этим темам прибавились вопросы развития туризма, а также улучшения транспортного сообщения между странами.

## Проект «Фенология Северного Калотта»
С середины 2000-х годов Норвегия и Россия занимаются совместным учебно-научным проектом в области охраны окружающей среды «Фенология Северного Калотта» (фенология — наука о сезонных явлениях в живой природе). Этот проект, финансируемый Норвежским министерством охраны окружающей среды, ориентирован на школьников средних и старших классов России и Норвегии, проживающих на территории Северного Калотта, и представляет из себя в первую очередь непрерывный мониторинг биоразнообразия. Его целью являются комплексные исследования, включающие систематический сбор научных данных, в области биологии, географии и метеорологии в тех местах, в которых живут и учатся школьники. Координатором проекта со стороны России выступает Кандалакшский государственный заповедник.
В рамках проекта под Северным Калоттом подразумевается территория, в которую входят находящиеся севернее Северного полярного круга территории Норвегии, Финляндии и Швеции, а также Мурманская область (в том числе та её часть, которая лежит южнее Северного полярного круга).